# يوجين س. بوتشر
يوجين س. بوتشر (بالإنجليزية: Eugene C. Butcher) هو عالم مناعة أمريكي، ولد في 6 يناير 1950 في سانت لويس في الولايات المتحدة.